# Steven St. Croix
Steven St. Croix, né à Los Angeles (Californie) le 24 février 1968, est un acteur et réalisateur américain de films pornographiques.

## Biographie
Steven St. Croix est maçon de formation mais a exercé quantité de métiers avant de devenir acteur de films pornographiques. Alors qu'il travaillait dans la vente de vidéos pour adultes, il s'est vu proposer un poste d'assistant de production sur le tournage de Deep Throat 6, réalisé par Ron Jeremy (1992). Quand l'un des acteurs, emprisonné, a fait défaut, Steven St. Croix s'est proposé pour le remplacer.
Il est apparu dans plus de 800 films et a reçu plusieurs AVN Awards. Il a été admis dans l'AVN Hall of Fame en 2005.
En 1996, Steven St. Croix a été le premier homme à signer un contrat d'exclusivité avec l'un des plus importants producteurs de films pornographiques, Vivid Video. Peu après, il a suscité une certaine attention médiatique quand Steven Hirsch, le président de Vivid, a souscrit une assurance d'un million de dollars pour ses organes génitaux, après qu'il a acheté une moto.

## Récompenses

### AVN Awards
- 2016 : meilleur acteur dans un second rôle (Best Supporting Actor), dans Peter Pan X: An Axel Braun Parody (Wicked Pictures)[3]
- 2015 : meilleur acteur (Best Actor), dans Wetwork[4]
- 2013 : meilleur acteur (Best Actor), dans Torn[5]
- 2004 : 
  - meilleur acteur dans un second rôle (Best Supporting Actor - Film), dans Looking In
  - meilleure scène de sexe de groupe (Best Group Sex Scene - Film), dans le même film
- 1998 : 
  - meilleur acteur (Best Actor - Film), dans Bad Wives
  - meilleure scène de sexe anal (Best Anal Sex Scene - Film), dans le même film
- 1997 : meilleure scène de sexe de groupe (Best Group Sex Scene - Film), dans The Show
- 1996 : meilleur acteur dans un second rôle (Best Supporting Actor - Film), dans Forever Young
- 1995 : 
  - meilleur acteur (Best Actor - Film), dans Chinatown
  - meilleure scène de sexe en couple (Best Couples Sex Scene - Film), dans Dog Walker
- 1994 : meilleure scène de sexe de groupe - vidéo (Best Group Sex Scene - Video), dans A Blaze of Glory

### XRCO Awards
- 2015 : meilleur acteur (Best Actor), dans Wetwork[6]
- 2013[7] :
  - meilleur acteur (Best Actor), dans Torn (New Sensations Couples)
  - meilleur comeback (Best Cumback)
- 1994 : Best Actor (Single Performance), dans Dog Walker

### XBIZ Awards
- 2013 : meilleur acteur dans un film scénarisé (Best Actor - Feature Movie), dans Torn (New Sensations)[8]
- 2013 : comeback de l'année (Performer Comeback of the Year)[8]

## Filmographie sélective
- Sisters Of Anarchy (2014)
- 2008 :
  - Pirates II: Stagnetti's Revenge
  - Fleshdance
- Pirates (2005)
- Looking In (2003)
- Every Woman Has a Fantasy 3 (1995)
- Chinatown (1994)